# Murderball (Film)
Murderball ist ein mehrfach ausgezeichneter amerikanischer Dokumentarfilm aus dem Jahr 2005.

## Handlung
Der Film dokumentiert die Teilnahme der amerikanischen Rollstuhlrugbynationalmannschaft bei den Sommer-Paralympics 2004 in Athen. Im Mittelpunkt steht dabei die Rivalität mit der kanadischen Mannschaft, der sich das Team im Halbfinale geschlagen geben musste.

## Kritik
Das Lexikon des internationalen Films urteilte, der „informative Film“ spreche „zwar auch Emotionen an“, mache aber in erster Linie „Mut, körperliche Beschränkungen zu überwinden“.

## Auszeichnungen

### Preise
- Full Frame Documentary Film Festival 2005, Großer Preis der Jury
- Indianapolis International Film Festival 2005
- Publikumspreis des Sundance Filmfestivals 2005, Kategorie Bester Dokumentarfilm
- Kansas City Film Critics Circle Award 2005, Kategorie Bester Dokumentarfilm

### Nominierungen
- Satellite Awards 2005, Kategorie Bester Dokumentarfilm
- Online Film Critics Society Awards 2005, Kategorie Bester Dokumentarfilm
- Oscarverleihung 2006, Kategorie Bester Dokumentarfilm
- Chlotrudis Awards 2005, Kategorie Bester Dokumentarfilm